# 양지역 (철원)
양지역(陽地驛)은 지금의 강원특별자치도 철원군 동송읍에 위치했던 금강산선의 철도역이다.

## 연혁
- 1924년 8월 1일 : 철원~김화 간 개통과 함께 양지리역(陽地里驛)으로 영업 개시[1]
- 1924년 11월 26일 : 전기운전 개시[2]
- 일자 불명[3] : 양지역으로 개칭
- 1950년 : 한국 전쟁으로 폐지